# BK NH Ostrava
O Basketbalový klub NH Ostrava (em português:  Basquetebol Clube Ostrava) é um clube de basquetebol baseado em Ostrava, Tchéquia que atualmente disputa a NBL. Manda seus jogos na Bonver Aréna com capacidade para 1.700 espectadores.

## Histórico de Temporadas
| Temporada | Nível | Liga | Pos. | J     | PL  | Resultado         | Copa Checa        | Competições internacionais |
| --------- | ----- | ---- | ---- | ----- | --- | ----------------- | ----------------- | -------------------------- |
| 2010-11   | 1     | NBL  | 5    | 2-8   | 1-3 | Quartas de finais | Quartas de finas  | -                          |
| 2011-12   | 1     | NBL  | 1    | 26-14 | 2-3 | Quartas de finais |                   | -                          |
| 2012-13   | 1     | NBL  | 3    | 20-14 | 5-4 | Semifinais        | Terceiro colocado | -                          |
| 2013-14   | 1     | NBL  | 8    | 19-24 | 0-3 | Quartas de finais |                   | -                          |
| 2014-15   | 1     | NBL  | 7    | 18-24 | 0-3 | Quartas de finais | Oitavas de finais | -                          |
| 2015-16   | 1     | NBL  | 9    | 17-24 |     |                   | Oitavas de finais | -                          |
| 2016-17   | 1     | NBL  | 9    | 13-19 |     |                   | Quartas de finais | -                          |
| 2017-18   | 1     | NBL  | 10   | 12-20 |     |                   | Oitavas de finais | -                          |
| 2018-19   | 1     | NBL  | 11   | 10-24 |     |                   | Oitavas de finais | -                          |
| 2019-20   | 1     | NBL  | 11º  | 8-19  |     |                   | Oitavas de finais | -                          |
| 2020-21   | 1     | NBL  | 12º  | 6-26  |     |                   | Oitavas de finais | -                          |
| 2021-22   | 1     | NBL  | 10º  | 13-21 |     |                   | Oitavas de finais | -                          |
| 2022-23   | 1     | NBL  | 7º   | 17-19 | 1-4 | Quartas de finas  | Oitavas de finais | -                          |
| 2023-24   | 1     | NBL  | 9º   | 15-19 | 4-6 | Semifinais        | Oitavas de finais | -                          |
| 2024-25   | 1     | NBL  | 10º  | 15-19 | 2-  | Quartas de finas  | Quartas de finais | -                          |

fonte:eurobasket.com